# مكيف الهواء

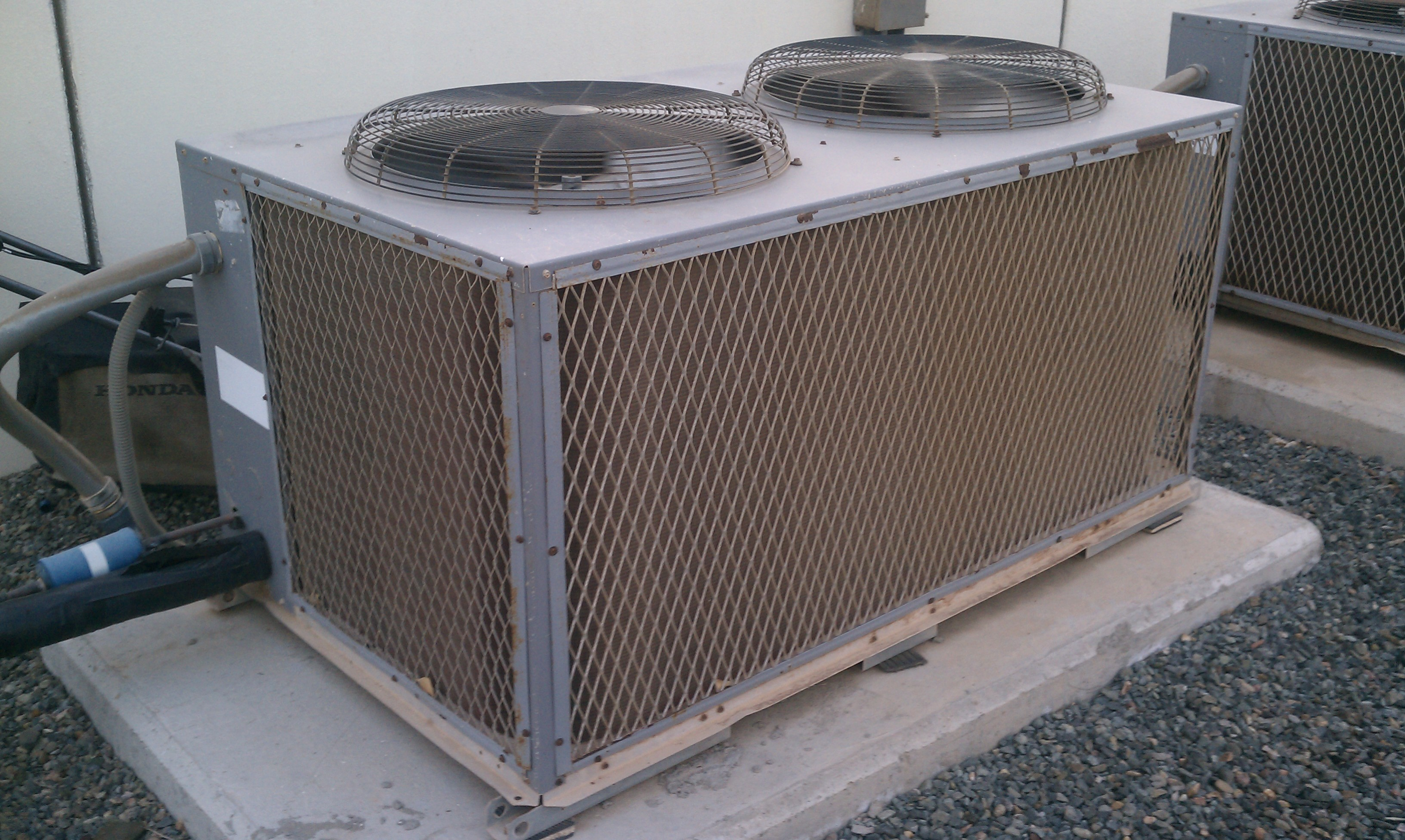
مكيف هواء كبير لمبنى جامعي.

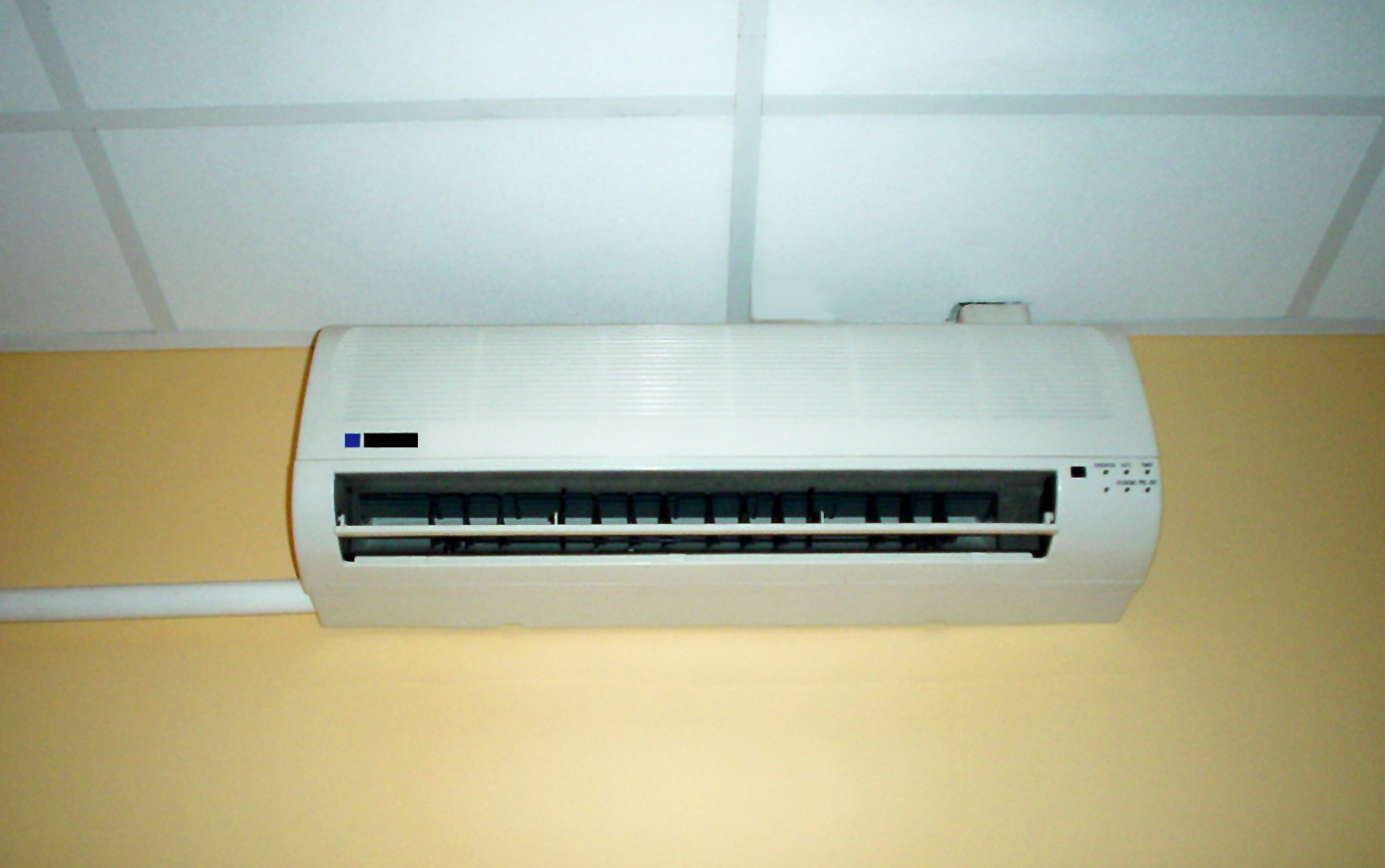
مكيف هواء منزلي

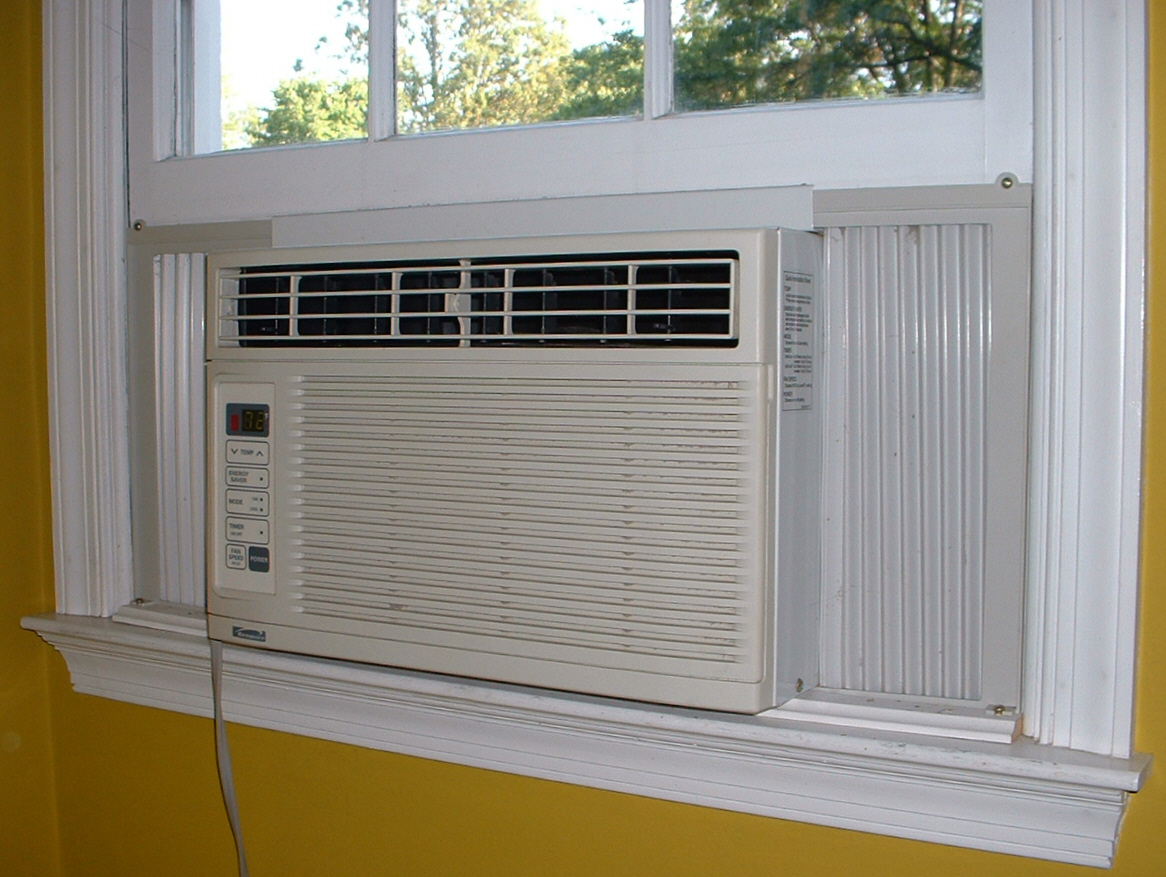
مكيف الهواء

المكيف (بالإنجليزية: Air conditioner) هو جهاز يثبت في الغرف أو السيارات ونحوها، وتديره القوة الكهربيّة، لخفض الحرارة صيفاً أو رفعها شتاءً.
يستخدم المكيف لتغيير درجة حرارة الغرفة، ولهذا فإن أجهزة التكييف متنوعة وعديدة فمنها ما هو مناسب للمنازل ومنها ما يناسب الشركات والمصانع أو حتى المراكز التجارية وغير ذلك ولكنها جميعا تتشابه في مبدأ عملها الأساسي، وفكرة عملها هي نفسها فكرة عمل الثلاجة المنزلية والتي تعتمد على غاز الفريون الوسيط المستخدم لنقل الحرارة من الغرفة إلى الوسط الخارجي.

## أساسيات جهاز مكيف الهواء
تعتمد فكرة عمل أجهزة تكييف الهواء على نفس المبدأ الذي تعمل عليه الثلاجة المنزلية لتبريد محتوياتها، وتستخدم خاصية تبخير سائل التبريد وهو الفريون للحصول على درجة الحرارة المطلوبة، ودورة غاز الفريون للتبريد هي نفسها المستخدمة في الثلاجة، وغاز الفريون هو غاز غير قابل للاشتعال.
إن الفكرة الأساسية التي تعتمد عليها فكرة عمل المكيف هي ببساطة تحويل سائل إلى غاز عن طريق امتصاص حرارة من الوسط فيسبب في انخفاض درجة حرارته،
حيث ان عملية التحول من الحالة السائلة إلى الحالة الغازية تحتاج إلى حرارة وإذا استمرت عملية التحول من سائل إلى غاز استمرت عملية التبريد.

## دورة عمل المكيف
يقوم المكيف بالتبريد بصفة مستمرة من خلال تكرار عملية تحويل السائل إلى غاز داخل أنابيب التبريد في المكيف فتمتص حرارة من داخل الغرفة ليتبخر السائل المبرد ويتحول إلى غاز، ثم يتم ضغط الغاز باستخدام محرك خاص فتنطلق الحرارة التي امتصها ليتحول إلى سائل مرة أخرى وتتم مرحلة الضغط في الجزء الخارجي من نظام التكييف، تتكرر العملية باستمرار سحب الحرارة من داخل الغرفة إلى خارج الغرفة ولكي يؤدي المكيف هذه المهمة بكفاءة فإن له دورة تعمل من خلال عدة مراحل وهي على النحو التالي : (1) يقوم المحرك ضاغط غاز بضغط غاز الفريون مما يرفع درجة حرارته لأن حسب المبدأ الأول للديناميك الحرارية عندما نقوم بضغط غاز بقوة هائلة فإن جزيئات هذا الاخير تقترب بعضها من بعض مماينتج عنه ارتفاع في الطاقة الداخلية ومنه ارتفاع في الارتجاج الحراري ، وبالتالي ارتفاع في الحرارة ويزداد ضغطه كما هو موضح في الشكل الجزء الأيسر باللون الأحمر.

شكل توضيحي لتركيب مكيف الهواء

 (2) هذا الغاز الحار يمر عبر أنابيب طويلة وعلى شكل التفافي ليغطي أكبر مساحة ممكنة ليتمكن من التخلص من حرارته، ويتكاثف متحولاً إلى سائل. (3) يعمل صمام التمدد على الفصل بين منطقتين مختلفتين في الضغط وعند مرور سائل الفريون من خلال صمام التمدد فإنه ينتقل من منطقة ضغط مرتفع إلى منطقة ضغط منخفض فيتمدد ويبرد بسرعة عند دخوله أنبوب التبريد ، وبما أن هذا الأخير يتميز بشكله اللولبي و بطوله الكبير ، مايعطي للسائل فرصة اقترابه من درجة غليانه (24 درجة مئوية بالنسبة لغاز الفريون 11) فيتبخر ويتحول إلى غاز مرة أخرى عن طريق امتصاص الحرارة من الغرفة المراد تبريدها. (4) يمرر غاز الفريون عبر أنابيب التبادل الحراري الداخلية إلى أن يصل غاز الفريون إلى المحرك الذي يقوم بضغط الغاز مرة أخرى ويحوله إلى سائل عند النقط وتتكرر العملية.
ملاحظة: يتم خلط غاز الفريون بكمية صغيرة من الزيت ليعمل على تزييت المحرك.

## أنواع المكيف المختلفة.
- مكيف النافذة. Window Air Condition Units
- مكيف الوحدة المفصولة Split Unit Air Condition
- مكيف الماء المبرد Chilled-water Air Condition

### مكيف النافذة. Window Air Condition Units
مكيف النافذة تجمع كل مكونات المكيف في حيز صغير بحيث يمكن أن تثبت داخل إطار النافذة أو تخصص لها فتحة في الجدار على شكل نافذة ليتم تثبيت المكيف بحيث يكون نصفه داخل الغرفة ونصفه الأخر في الخارج.

فإذا نظرنا داخل المكيف لوجدنا الأجزاء الرئيسة له مثل المحرك وصمام التمدد ومجموعة أنابيب حلزونية حارة في الجهة الخارجية ومجموعة أنابيب حلزونية مبردة في الجهة الداخلية ومروحة تدفع الهواء خلال الأنابيب لتبديد الحرارة إلى الهواء الخارجي ومروحة أخرى لتحريك الهواء البارد عند الأنابيب الباردة إلى داخل الغرفة بالإضافة إلى لوحة التحكم الإلكترونية للتحكم في أنماط تشغيل المكيف وضبط درجة الحرارة المطلوبة والتحكم في سرعة مروحة الهواء البارد.

### مكيف الوحدة المفصولة Split Unit Air Condition
عند الحاجة إلى قدرة تكيف أكبر فإننا سوف ننتقل إلى هذا النوع من المكيفات والذي يأتي في صورة وحدتين منفصلتين. ويستخدم في الأماكن الكبيرة مثل المخازن والمراكز التجارية والشركات مع زيادة عدد وحدات الخارجية وتجميعها فوق المباني حيث تتصل كل وحدة خارجية بوحدة داخلية تقوم بتبريد جزء معين من المبنى.

ولا يختلف هذا المكيف عن مكيف النافذة إلا في فصل الجانب البارد عن الجانب الحار بحيث يمكن تثبيت الجزء الخاص بالبرودة داخل الغرفة على أي جدار مناسب وتثبيت الجزء الأخر في الخارج.
الجزء الداخلي البارد يحتوي على صمام التمدد والأنابيب الحلزونية الباردة والمراوح التي تدفع الهواء عبر الأنابيب البارة فيخرج الهواء للغرفة بارداً ويمكن التحكم في سرعة المروحة وتوجيهها من خلال ريش خاصة للتوجيه قابلة للحركة.
أما الجزء الخارجي الحار فيوضع في خارج الغرفة أو على السطح أو يثبت على الأرض في مكان خاص ويحتوي هذا الجزء على المحرك وعلى الأنابيب الحلزونية الساخنة والمروحة التي تعمل على تسهيل تخلص الأنابيب من الحرارة.
ووجود الجزء الذي يحتوي على المحرك خارج الغرفة يجعل من صوت المكيف اقل إزعاجا من مكيف النافذة.

تتواجد هذه المكيفات بعدة أحجام لتناسب الكثير من الأماكن من الغرف الصغيرة وحتى الغرف الكبيرة ويمكن زيادة عدد الوحدات بالقدر المطلوب حسب حجم الغرفة والمكان المراد تبريده.
أما في الأبنية الضخمة فإن الاعتماد على هذه المكيفات يشكل بعض المصاعب وخصوصا في كثرة أنابيب التوصيل بين الوحدة الخارجية والوحدة الداخلية وزيادة طولها عن الحد المسموح به. ولهذا يجب الاستعانة بالنوع الثالث من المكيفات.

### مكيف الماء المبرد Chilled-water Air Condition
في بعض الحالات التي تصل فيها المباني المطلوب تبريدها إلى أحجام ضخمة جدا، تستخدم أنظمة تبريد بالمياه بدلا من نظم التبريد بغاز الفريون المضغوط الذي يصبح غير عملي لطول المسافة بين وحدات الضغط ووحدات توزيع الهواء البارد الداخلية، وهذه الأنظمة إما أن تتخذ شكل مبرد مياه يثبت فوق المبنى وتصل درجة حرارة الماء فيه إلى ما بين 4 إلى 7 درجات مئوية. وينقل الماء المبرد عبر أنابيب إلى وحدات توزيع داخلية تشكل هذه الأنابيب لتناسب الأماكن المراد تبريدها ولا يوجد أي قيود على طول هذه الأنابيب طالما أنها معزولة بشكل جيد.

ويتم تبريد الماء باستخدام الفريون كما هو موضح في الشكل أعلاه في الجزء الأيسر ويتم التبادل الحراري بين الفريون البارد جداُ مع الماء. الذي يستخدم في التبريد من خلال تمريره عبر الأنابيب المتصلة في المبنى.

## وحدة تقدير كفاءة المكيف
الوحدة الأكثر استخداما لقياس كفاءة المكيف هي وحدة الحرارة البريطانية والتي تعرف بالاختصار وحدة حرارية بريطانية. وتعرف وحدة الحرارة البريطانية على إنها مقدار الحرارة اللازمة لرفع درجة حرارة باوند (أي ما يعادل 0.45 kg) من الماء درجة فهرنهايت واحدة (أي ما يعادل 0.56 درجة مئوية). ووحدة الحرارة البريطانية تعادل 1,055 جول، وغالباً ما نستخدم الطن لمعرفة قدرة المكيف والطن يعادل 12,000 (BTU) وحدة تبريد، أي ان قدرة 1 طن تساوي [ 3600\( 12,000*1,055 )] ويساوي تقريبا 3.516 [kw].
وعلى سبيل المثال أن مكيف النافذة تكون قدرته في حدود 10 آلاف وحدة تبريد BTU. أي أقل بقليل من 1 طن، وفي منزل مساحته 180م2 يحتاج إلى مكيف بقدرة تصل إلى 60,000 BTU أي 5 طن. ويقدر خبراء التبريد أن كل متر مربع يحتاج إلى 333 BTU وبالطبع هذا رقم تقديري لأن ارتفاع سقف الغرفة وعدد النوافذ وحجم الأثاث تؤثر على تقدير القدرة المطلوبة لتبريد الغرفة.

## معدل كفاءة الطاقة
معدل كفاءة الطاقة [[energy efficiency rating)[[EER) للمكيف تقدر بحاصل قسمة الوحدات الحرارية البريطانية BTU على معدل استهلاك الكهرباء. على سبيل المثال إذا كان المكيف بقدرة 10,000BTU يستهلك قدرة كهربية مقدارها 1,200 watts فإن معدل كفاءة الطاقة EER تقدر بـ 8.3 والتي نتجت عن قسمة 10000BTU/1200watts. ونحن نريد أن تكون قيمة EER أكبر ما يمكن وذلك بزيادة قدرة المكيف من خلال الحصول على قيمة أعلى لـ BTU وهذا بالطبع يزيد التكلفة المالية.
ولتوضيح ذلك بشكل أفضل دعنا نفترض أن لديك خيارين للحصول على جهاز تكييف بقدرة 10,000 BTU ولكن الأول له EER تساوي 8.3 ويستهلك كهرباء بقدرة 1,200 watts وهو اقل تكلفة من المكيف الثاني الذي له EER تساوي 10 ويستهلك كهرباء بقدرة 1,000 watts. وكان فرق السعر بين الاثنين في 100 دينار. والسؤال الآن ما هي المدة الزمنية التي تجعل المكيف الأكثر تكلفة يعوض الفرق في التكلفة من خلال توفيره لفاتورة الكهرباء؟
المطلوب معرفة الأمور التالية: (1) كم عدد الساعات التقديرية التي سوف يعمل فيها المكيف خلال السنة؟ (2) كم تكلفة الكيلووات للساعة؟
لنفترض انك تخطط لتشغيل المكيف في فصل الصيف والذي يستمر لفترة أربعة أشهر خلال العام ولمدة 6 ساعات يومياً. ولنفترض أن تكلفة الكهرباء من الشركة التي تزود منزلك بالكهرباء هي 0.1 دينار لكل كيلووات في الساعة.
الفرق بين استهلاك المكيفين هو 200 وات وهذا يعني انه كل 5 ساعات تشغيلية فإن المكيف الأقل تكلفة سوف يستهلك كهرباء أكثر من المكيف الأعلى تكلفة بمقدار 1 كيلو وات للساعة أي 0.1 دينار إضافية عن كل 5 ساعات.
فإذا كان عدد أيام الشهر 30 يوم فإنه خلال فصل الصيف سيتم تشغيل المكيف (أشهر)x 30 (يوم) x 6 (ساعات)3 = 720 ساعات
hrs x 200 watts)/(1000 watts/kW) x JD 0.10/kWh = JD 14.40)
وهذا يعني انه بعد 7 سنوات ستكون تكلفة المكيف الأعلى سعرا يعادل المكيف الأقل سعراً.
بالرغم من التكلفة التشغيلية لأجهزة تكيف الهواء إلا إنها أجهزة لا يمكن الاستغناء عنها وتعتبر الأكثر كفاءة من أي وسائل تبريد أخرى.

## أنظمة مسبقة تاريخية لمكيف الهواء
البارجيل هو أقدم مكيف هواء من صنع الإنسان. يعتمد الهواء الطبيعي في أدائه. ينتشر في الإمارات وخصوصا في منطقة البستكية التي أعادت بلدية دبي ترميمها بنفس الأسلوب القديم التي أنشئت عليه ووضعتها تحت الحماية لتصبح من الأماكن السياحية الأثرية التي يؤمها زوار دبي

## وصلات خارجية
- إنسيكلوبيديا الطاقة البديلية ومنوال المعيشة المستدامة: مكيف